# Râpa Roșie
Râpa Roșie (deutsch Rote Schlucht) ist ein Naturschutzgebiet der IUCN-Kategorie III im Kreis  Alba in Rumänien.

## Beschreibung
Das geologische Reservat liegt im äußersten Südwesten des Zekesch-Hochlands (Podișul Secașelor) am rechten Ufer des Secaș – ein rechter Nebenfluss des Sebeș –, drei Kilometer nördlich von der Stadt Sebeș (ca. 2 km nördlich der rumänischen A1) entfernt.
Der Kleine Canion wie die Râpa Roșie im Volksmund genannt wird, entstand durch Wind- und Wassererosion. Das Naturschutzgebiet Râpa Roșie dehnt sich über eine Länge von 800 Meter auf einem Areal, nach unterschiedlichen Angaben, von 10 oder 24 Hektar aus.
Auf dem Areal des Naturschutzgebiets wurden Reste eines Skeletts von Sauropoden gefunden.

## Flora
Zu den seltenen Pflanzenarten, die im Naturschutzgebiet Râpa Roșie anzutreffen sind gehören:
- Cotoneaster integarrima
- Schweizer Meerträubel (Ephedra distachya)
- Centaurea atropurpurea
- Spät-Nelke (Dianthus serotinus)
- Strahlender Schuppenkopf (Cephalaria radiata)
- Schwarzstieliger Streifenfarn (Asplenium nigrum)